# 中村雄一 (俳優)
中村 雄一（なかむら ゆういち）は、日本の男性俳優、声優。
日本工学院専門学校演劇科3期卒業。劇団昴に所属していた。

## 出演作品

### テレビドラマ
- 女検事・霞夕子
- 火曜サスペンス劇場「最終電車を待つ女」
- スクール☆ウォーズ
- 刑事貴族
- 土曜ワイド劇場 新人歌手スキャンダル殺人事件
- 森村誠一の終着駅シリーズ

### テレビアニメ
1997年
- マッハGoGoGo（市ヶ谷、部下）
- 名探偵コナン（坂井隆一）

### 吹き替え

#### 映画
- アライバル/侵略者（メキシコのタクシー運転手）※テレビ朝日版
- ウィロー（フランジーン〈リック・オーヴァートン〉）※TBS版
- オズの魔法使 ※ソフト版
- クール・ランニング（ジュニア・バヴェル）
- クロウ/飛翔伝説（スカンク〈エンジェル・デヴィッド〉）※ソフト版・テレビ東京版（4Kリマスター・スペシャル・エディションBlu-ray収録）
- ジャイアント・ベビー ※ソフト版
- 沈黙の戦艦※ソフト版
- 沈黙の要塞（ホーマー・カールトン〈ビリー・ボブ・ソーントン〉）※テレビ朝日版
- ビバリーヒルズ・コップ3 ※テレビ朝日版
- マーヴェリック
- マスク ※日本テレビ版
- ユニバーサル・ソルジャー ※テレビ朝日版

#### テレビドラマ
- ER緊急救命室（ラング、ファルコ）
- 犯罪捜査官ネイビーファイル（デイビーズ）
- フレンズ
- ベイウォッチ

#### アニメ
- ケチャップ（アリー）
- ダンボ（ダンディ・カラス）※ソフト版

### 特撮
- 特捜ロボ ジャンパーソン